# Estadio GEBA (sede Jorge Newbery)
El Estadio GEBA es un recinto deportivo multiusos propiedad del club homónimo, ubicado en la ciudad de Buenos Aires, Argentina. Se sitúa en la intersección de las avenidas Dorrego y Coronel Marcelino E. Freyre, en el barrio de Palermo.
Fue inaugurado el 12 de octubre de 1902 en una ceremonia donde se disputaron distintas disciplinas. Hubo carreras de atletismo y un partido de fútbol, en el cual Buenos Aires Football Club venció por 1 a 0 a Devoto Football Club. Dada su cercanía con el Arroyo Maldonado y ante la ausencia de un nombre propio, fue conocido popularmente como el Field de Maldonado.
Cuenta con una capacidad para 18 000 espectadores. En sus primeros años, fue el principal escenario futbolístico del país, habiendo albergado partidos de la selección argentina y copas nacionales. También fue la principal sede del Campeonato Sudamericano 1916, la primera edición de la actual Copa América.
Se emplaza en la sede «Jorge Newbery», una de las tres que posee la institución, y actualmente se utiliza para recitales musicales, partidos de hockey sobre cesped y otros espectáculos. Debe diferenciarse del que se encuentra en la sede «San Martín», que de igual forma se encuentra en el barrio de Palermo.

## Historia

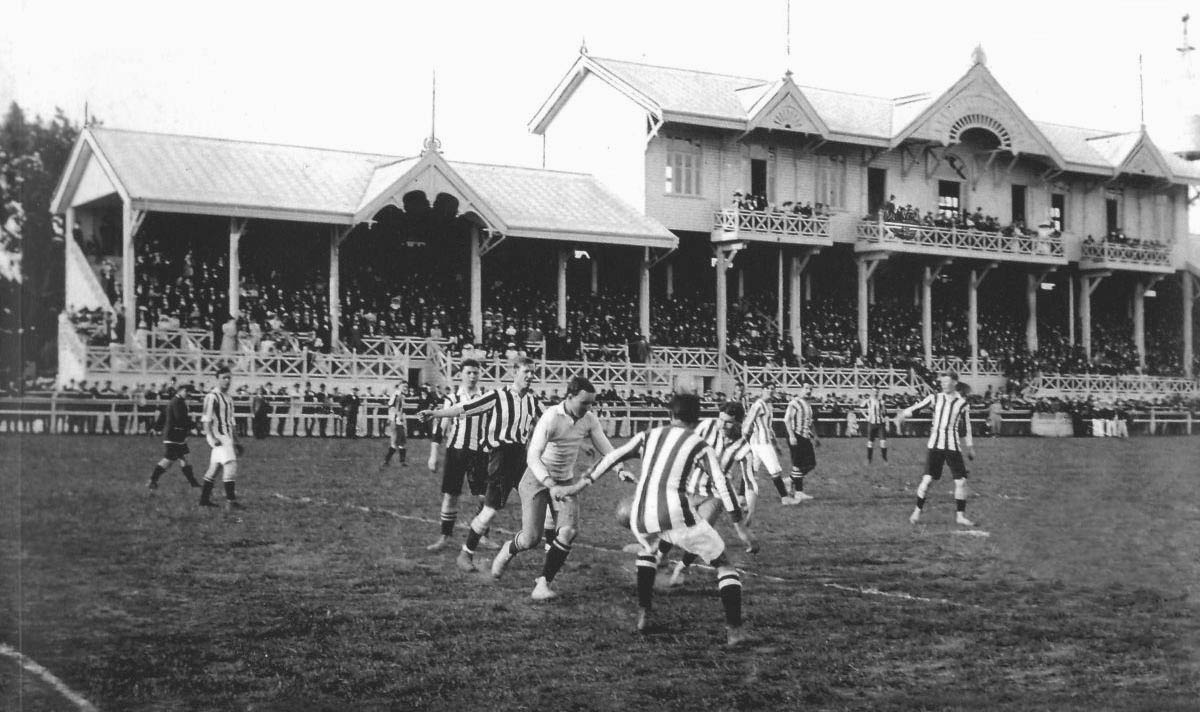
Alumni (de pantalón blanco) enfrentando a Porteño en el estadio GEBA, 1911.

### Orígenes y construcción
El terreno surgió en 1900, tras una modificación en la traza del ingreso del Ferrocarril, entre el arroyo Maldonado y las vías de los Ferrocarriles del Norte y a Rosario. Los terrenos fueron cedidos ese año al club. Con maderas del desguace de los corrales, donde tendría luego el club Huracán su cancha en 1912, se fue construyendo las tribunas del campo de juego.
Finalmente, el 12 de octubre de 1902 se inauguró el estadio. En la celebración, estuvo presente el intendente de la ciudad Adolfo Bullrich y se realizaron distintas prácticas; entre ellas, carreras de atletismo y un partido de fútbol, donde Buenos Aires venció por 1 a 0 a Devoto.
Fue el escenario principal en el que se desarrolló la primera Copa América (antiguamente llamada «Campeonato Sudamericano de Selecciones»), en  1916. Allí se jugaron todos los partidos, incluido el último, el día 16 de julio, aunque debió continuarse al día siguiente, en la cancha del Racing Club, a causa de la suspensión ocurrida a 5 minutos de comenzado, por incidentes ocasionados por la desbordante cantidad de espectadores presentes.
Asimismo, era el campo de juego donde la selección de rugby de Argentina actuaba de local en la década de 1960, aunque posteriormente se jugaron allí solamente tres partidos, ya que Los Pumas comenzaron a utilizar estadios más grandes, como el estadio Arquitecto Ricardo Etcheverri perteneciente al Club Ferro Carril Oeste. El último partido de Los Pumas en el Estadio GEBA fue en 1993.

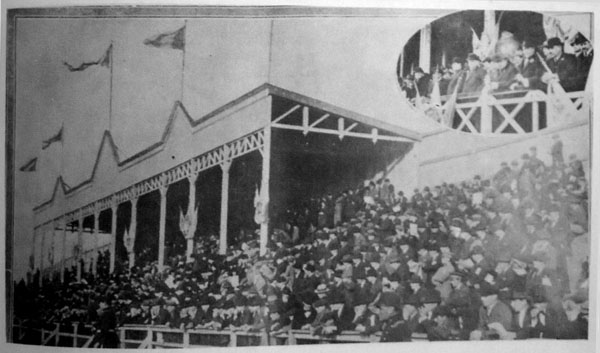
Tribuna del estadio en 1921 durante un partido de fútbol.

Es en este estadio donde el Club Atlético Independiente disputó oficialmente su primer partido y primera final por competencias internacionales, por la Cup Tie Competition de 1917.

## Conciertos

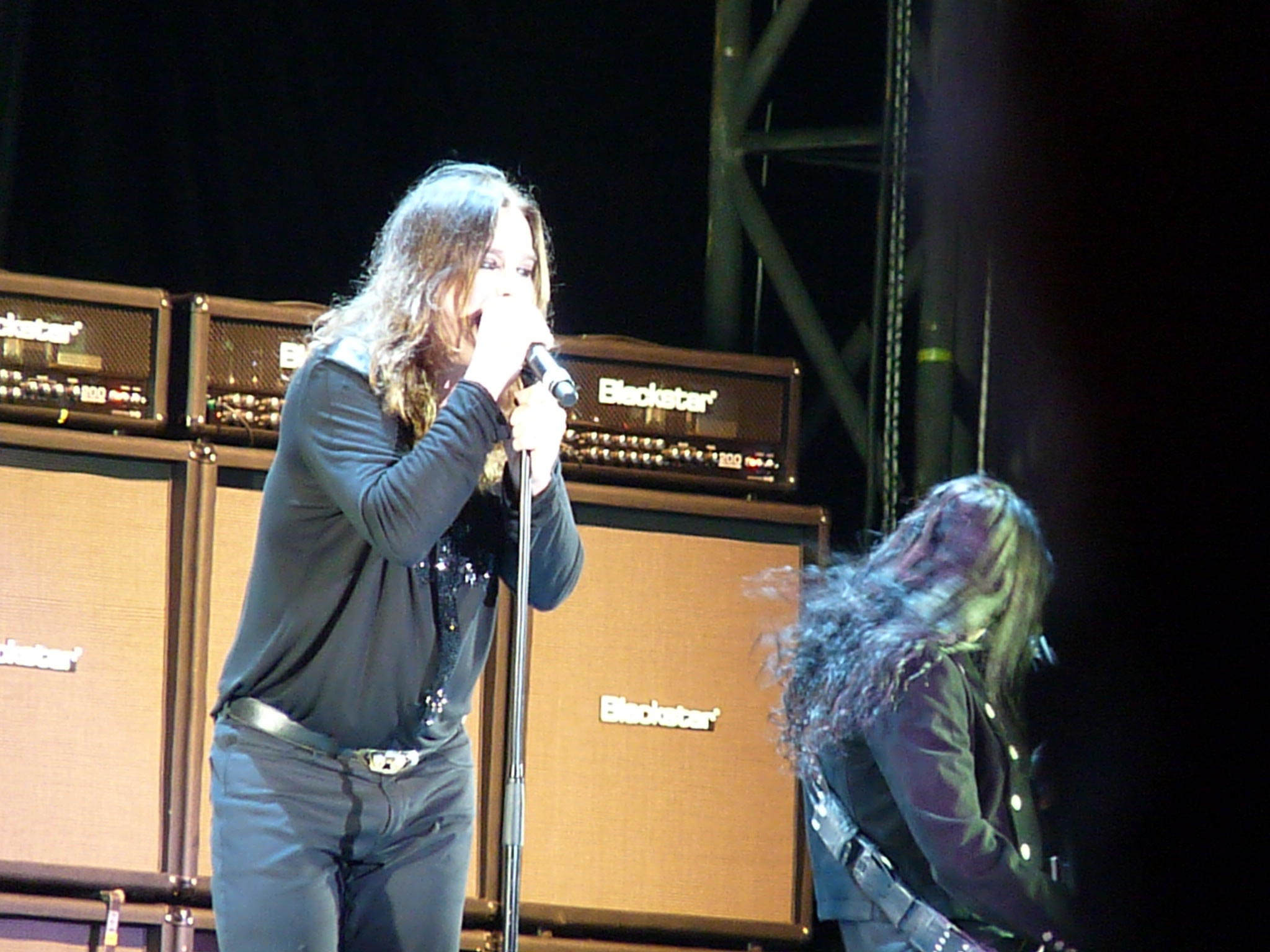
Ozzy Osbourne.

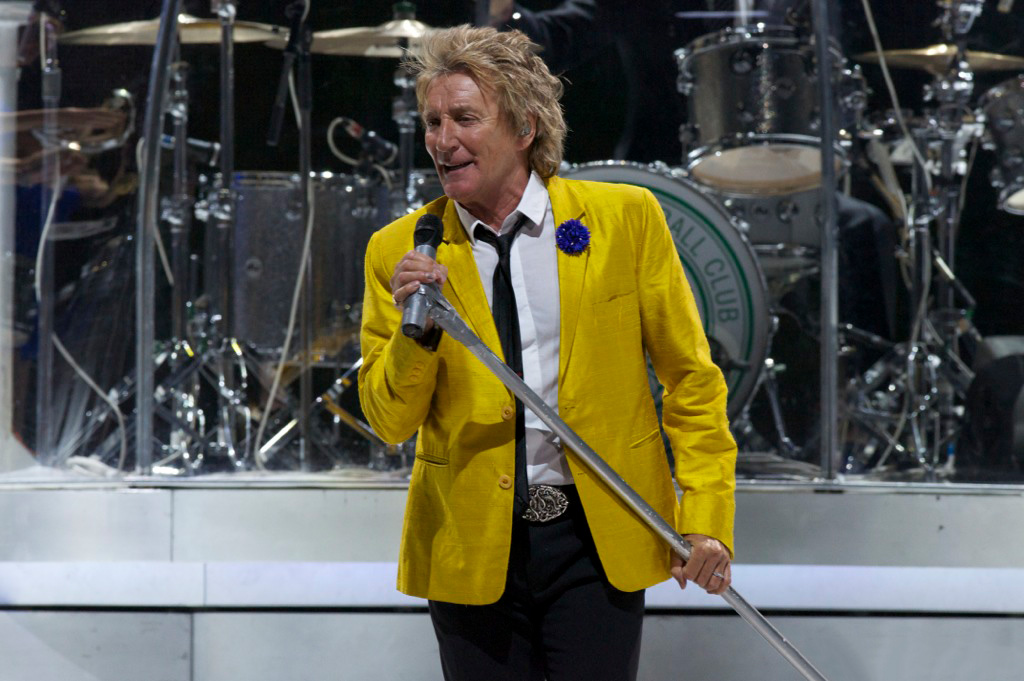
Rod Stewart.

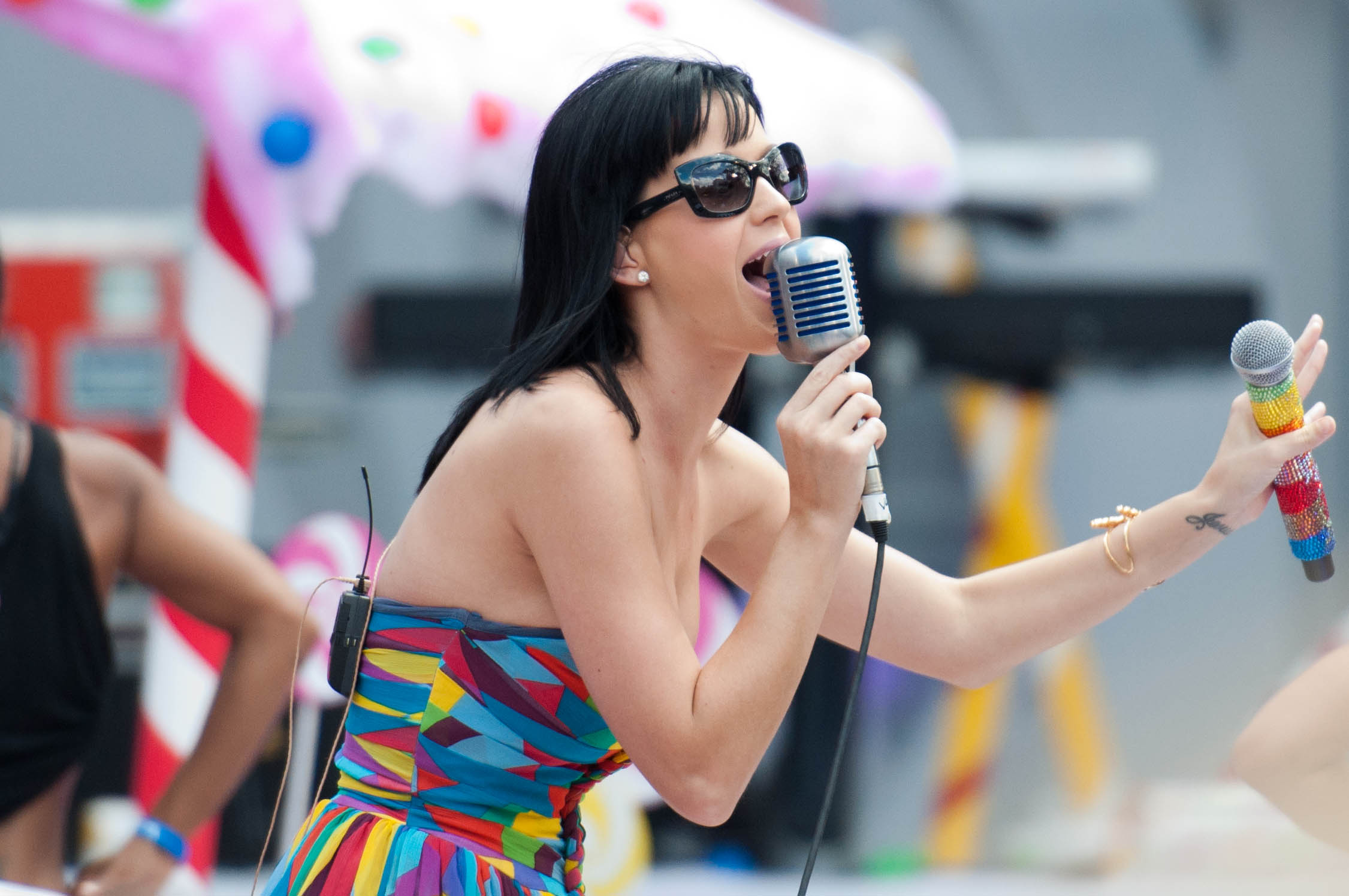
Katy Perry.

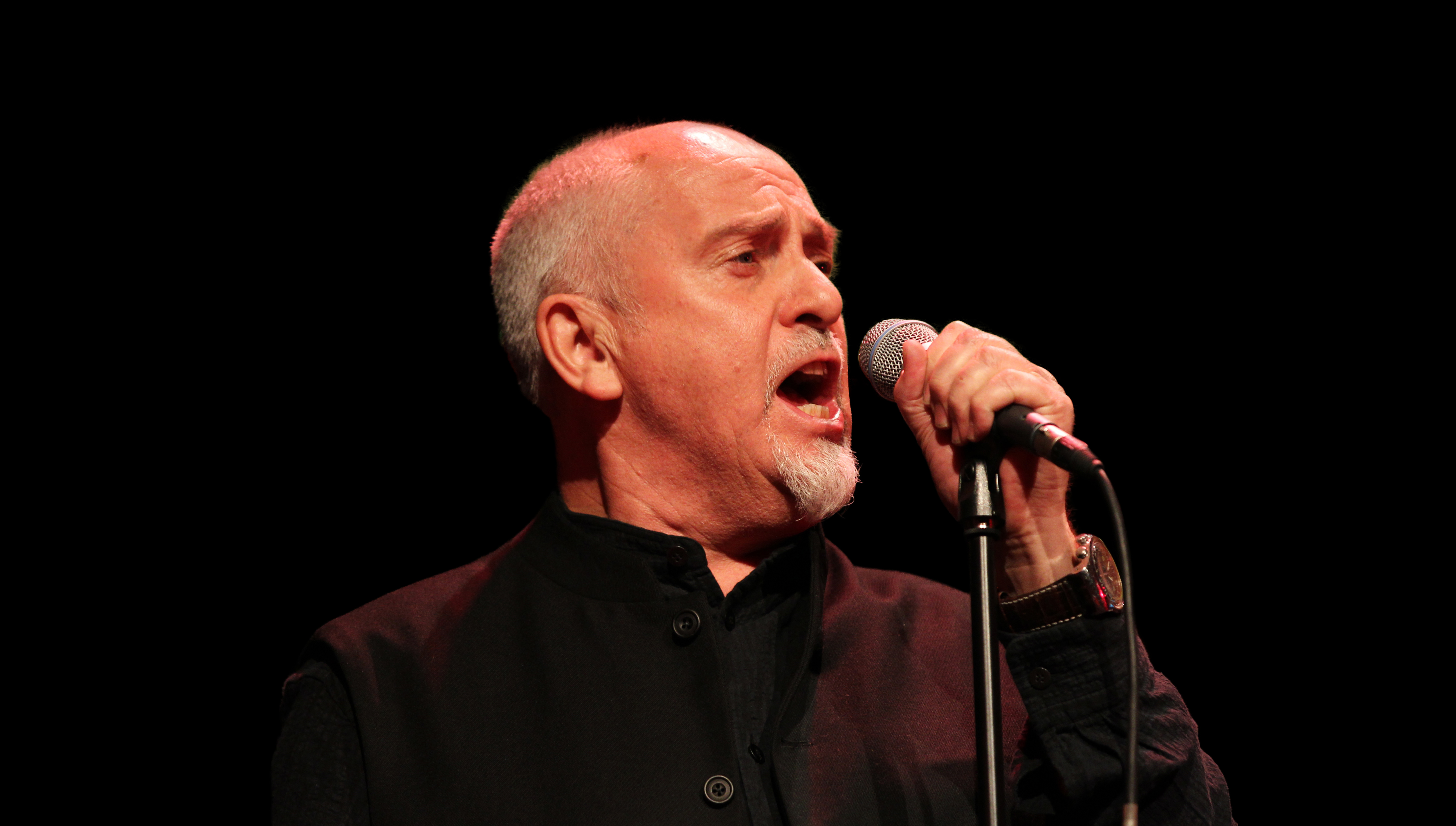
Peter Gabriel.

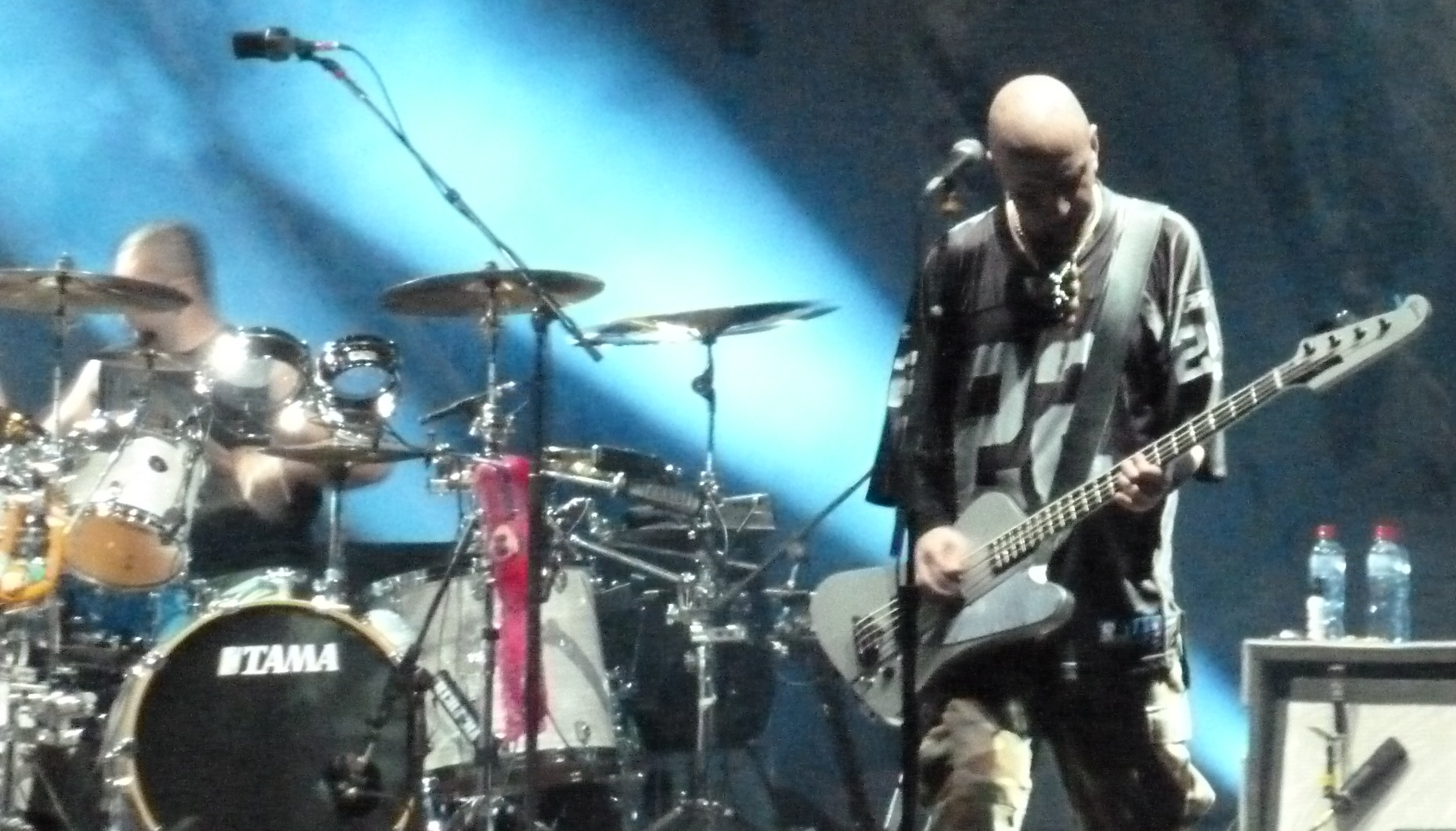
System of a Down.

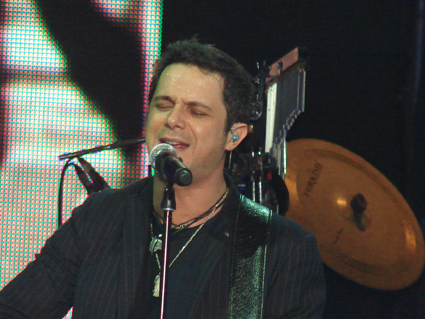
Alejandro Sanz.

| País                          | Artista                         | Año                            |
| ----------------------------- | ------------------------------- | ------------------------------ |
| Bandera de Australia          | Kylie Minogue                   | 2008                           |
| Bandera del Reino Unido       | Duran Duran                     | 2008                           |
| Bandera de Cuba               | Gloria Estefan                  | 2009                           |
| Bandera de Puerto Rico        | Calle 13                        | 2009/2011/2014                 |
| Bandera de Estados Unidos     | The Killers                     | 2009/2013                      |
| Bandera de Italia             | Laura Pausini                   | 2009/2016                      |
| Bandera de Estados Unidos     | Black Eyed Peas                 | 2010                           |
| Bandera del Reino Unido       | Placebo                         | 2010                           |
| Bandera de Canadá             | Rush                            | 2010                           |
| Bandera de Brasil             | Sepultura                       | 2010                           |
| Bandera de Uruguay            | El Cuarteto de Nos              | 2011                           |
| Bandera del Reino Unido       | Ozzy Osbourne                   | 2011                           |
| Bandera de los Países Bajos   | Armin van Buuren                | 2011                           |
| Bandera de Estados Unidos     | Selena Gomez & the Scene        | 2011/2012                      |
| Bandera de Estados Unidos     | Marc Anthony                    | 2011/2013                      |
| Bandera de Estados Unidos     | Katy Perry                      | 2011                           |
| Bandera del Reino Unido       | Snow Patrol                     | 2011                           |
| Bandera del Reino Unido       | Primal Scream                   | 2011                           |
| Bandera de Estados Unidos     | System of a Down                | 2011/2015                      |
| Bandera de Estados Unidos     | Nick Jonas & The Administration | 2011                           |
| Bandera de Estados Unidos     | The Strokes                     | 2011                           |
| Bandera del Reino Unido       | Goldfrapp                       | 2011                           |
| Bandera del Reino Unido       | White Lies                      | 2011                           |
| Bandera del Reino Unido       | Beady Eye                       | 2011                           |
| Bandera de Australia          | INXS                            | 2011                           |
| Bandera del Reino Unido       | Peter Gabriel                   | 2011                           |
| Bandera de Estados Unidos     | Sonic Youth                     | 2011                           |
| Bandera de Estados Unidos     | Lenny Kravitz                   | 2011                           |
| Bandera de Estados Unidos     | Jack Johnson                    | 2011                           |
| Bandera de Uruguay            | No Te Va Gustar                 | 2011/2016                      |
| Bandera del Reino Unido       | Morrissey                       | 2012                           |
| Bandera del Reino Unido       | Noel Gallagher                  | 2012                           |
| Bandera de Estados Unidos     | Jennifer López                  | 2012                           |
| Bandera de Uruguay            | La Vela Puerca                  | 2012                           |
| Bandera de Estados Unidos     | Linkin Park                     | 2012                           |
| Bandera del Reino Unido       | The Wanted                      | 2012                           |
| Bandera de Estados Unidos     | Big Time Rush                   | 2012                           |
| Bandera de México             | Eme 15                          | 2012                           |
| Bandera de Argentina          | Babasónicos                     | 2012                           |
| Bandera de Estados Unidos     | Kings of Leon                   | 2012                           |
| Bandera del Reino Unido       | The Cribs                       | 2012                           |
| Bandera de Estados Unidos     | James Murphy                    | 2012                           |
| Bandera de Estados Unidos     | The Virgins                     | 2012                           |
| Bandera de México             | Natalia Lafourcade              | 2012                           |
| Bandera de Argentina          | Airbag                          | 2012                           |
| Bandera de México             | Molotov                         | 2012/2014                      |
| Bandera de México             | Luis Miguel                     | 2012 (6) / 2014 (4) / 2015 (2) |
| Bandera de Estados Unidos     | Soldiers of Jah Army            | 2012                           |
| Bandera de Estados Unidos     | Dirty Projectors                | 2012                           |
| Bandera del Reino Unido       | Little Boots                    | 2012                           |
| Bandera de Estados Unidos     | Marilyn Manson                  | 2012                           |
| Bandera de España             | Alejandro Sanz                  | 2013                           |
| Bandera de Estados Unidos     | Romeo Santos                    | 2013/2014                      |
| Bandera de la Unión Soviética | Regina Spektor                  | 2013                           |
| Bandera de Estados Unidos     | Bruce Springsteen               | 2013                           |
| Bandera de Estados Unidos     | Alicia Keys                     | 2013                           |
| Bandera de Argentina          | Ricardo Montaner                | 2013                           |
| Bandera del Reino Unido       | Muse                            | 2013                           |
| Bandera de Estados Unidos     | Miley Cyrus                     | 2014                           |
| Bandera de Guatemala          | Ricardo Arjona                  | 2014 (8)                       |
| Bandera del Reino Unido       | Arctic Monkeys                  | 2014                           |
| Bandera de Suecia             | The Hives                       | 2014                           |
| Bandera de Estados Unidos     | MGMT                            | 2014                           |
| Bandera del Reino Unido       | Queen + Adam Lambert            | 2015                           |
| Bandera de Estados Unidos     | Deftones                        | 2015                           |
| Bandera de Estados Unidos     | Slipknot                        | 2015                           |
| Bandera de Argentina          | La Nueva Luna                   | 2015                           |
| Bandera de Estados Unidos     | Mariah Carey                    | 2016 (Cancelado)               |
| Bandera de Argentina          | Las Pastillas del Abuelo        | 2018                           |